# 다케시마섬 (아이치현)
다케시마섬(일본어: 竹島)는 미카와 만에 있는 섬으로, 아이치현 가마고리시에 속한다. 미카와만 국립공원의 일부로 지정되어 있기도 하다.

## 개요
전체 넓이는 약 1.9헥타르이며, 화강암으로 되어 있는 섬이다. 가마고리 시 본토로부터 약 400m 떨어져 있고, 다케시마 교(竹島橋)라는 연륙교로 이어져 있다. 다리 근처에는 기쿠치 간을 비롯한 많은 문인들의 작품 속에 등장했던 여관인 죠반 관(常磐館)이 문학기념관으로서 남아 있다.

## 야오토미 신사
다케시마는 섬 전체가 야오토미(八百富) 신사의 경내에 포함된다. 1181년에 창건된 알려진 이 신사는 다케시마벤텐(竹島弁天)이라고도 불리며, 이치키시마히메(ja)를 모시고 있다.